# Chhap
Chhap (en népalais : छाप) est un comité de développement villageois du Népal situé dans le district de Nuwakot. Au recensement de 2011, il comptait 2 085 habitants.